# Quest for Glory: So You Want to Be a Hero
Hero's Quest: So You Want to Be a Hero (réédité par la suite sous le titre Quest for Glory: So You Want to Be a Hero à cause d'un conflit de licence avec le jeu de société HeroQuest) est un jeu vidéo hybride entre le jeu d'aventure et le jeu vidéo de rôle sorti en 1989.
C'est le premier épisode de la série Quest for Glory.
Le jeu est réédité par Activision sur Windows dans la compilation Quest for Glory 1-5.

## Accueil
- Adventure Gamers : 3,5/5[1]